# Gens Asinia
De gens Asinia was een plebejische gens uit het oude Rome, wiens nomen gentile Asinius of Asinia (voor vrouwen) was. De gens was afkomstig uit Teate, de hoofdstad van de Marrucini (Sil. Ital. XVII 453; Liv., Epit. 73; Catull., 12.). Hun naam was afgeleid van asina, dewelke een agnomen van de Scipiones, zoals asellus dat was van de Annii en de Claudii. De Herius, waar sprake van is bij Silius Italicus (l.c.) ten tijde van de Tweede Punische Oorlog, rond 218 v.Chr., was een voorvader van de Asinii. Maar de eerste persoon met de naam Asinius, die in de geschiedenis opdook, was Herius Asinius, in de Marsische oorlog (90 v.Chr.). De cognomina van de Asinii waren Agrippa, Celer, Dento, Gallus, Pollio en Saloninus. De enige cognomina die voorkomen op munten zijn Gallus en Pollio (Eckhel, V, p. 144.). Naar verluidt dankt de Italiaanse stad Assignano haar naam aan deze gens. Bekende leden van de familie waren:
- Herius Asinius, (? - 90 v.Chr.) stamhoofd van de Marrucini
- Gaius Asinius Pollio, (76 v.Chr. - 5 na Chr.) Romeins politicus, militair en auteur, consul in 40 v.Chr.
- Gaius Asinius Gallus, (41 v.Chr. - 33) Romeins senator, zoon van Gaius Asinius Pollio, consul ordinarius in 8 v.Chr., proconsul tussen 6 en 5 v.Chr. van de provincia Asia.
- Marcus Asinius Agrippa, (8 v.Chr.-27) zoon van Gaius Asinius Gallus en Vipsania Agrippina, consul in 25
- Servius Asinius Celer, (2 v.Chr.(?) - ?) zoon van Gaius Asinius Gallus en Vipsania Agrippina
- Quintus Asinius Gallus, (6 v.Chr.(?) - ?) zoon van Gaius Asinius Gallus en Vipsania Agrippina, verbannen door Claudius wegens samenzwering
- Gaius Asinius Pollio, (11 v.Chr.(?) - ?) zoon van Gaius Asinius Gallus en Vipsania Agrippina, consul in 23
- Asinius Lupus, zoon van Gaius Asinius Gallus en Vipsania Agrippina
- Asinius Saloninus, 4 v.Chr. - 22), zoon van Gaius Asinius Gallus en Vipsania Agrippina
- Marcus Asinius Marcellus, zoon van Marcus Asinius Agrippa, consul in 54
- Lucius Asinius Pollio Uerrucosus, consul 81
- Marcus Asinius Atratinus, consul 89
- Marcus Asinius Marcellus, consul 104
- Gaius Asinius Lepidus Praetextatus, consul 242
- Asinius Quadratus, Romeins historicus uit de 3e eeuw

## Referentie
- W. Smith, art. Asinia Gens, in W. Smith (ed.), A dictionary of Greek and Roman biography and mythology, I, Londen, 1870, p. 385.